# Sistotrema pistilliferum
Sistotrema pistilliferum é uma espécie de fungo pertence à família Hydnaceae.